# Martin Fuger
Martin Fuger (* 15. Februar 1990 in Wien) ist ein ehemaliger österreichischer Handballspieler.

## Karriere
Der gebürtige Wiener begann seine aktive Profi-Karriere 2008 beim Handballclub Fivers Margareten, im selben Jahr brach er sich bei einem Spiel mit der Junioren Nationalmannschaft die Nase und musste in Folge einige Spiele passen. Davor spielte er in diversen Jugendligen und der Männer Liga bei W.A.T. Floridsdorf. Nach seinem Wechsel zu den Fivers Margareten holte er mit der Mannschaft im Jahr 2011 den Meistertitel sowie 2009, 2012, 2013 und 2015 den ÖHB-Cup Sieg. Außerdem nahm Fuger mit den Wienern wiederholt an internationalen Bewerben teil. So spielte er 2009/10 im Cup Winners Cup, 2010/11 und 2011/12 im EHF-Pokal sowie 2011/12 in der Qualifikation für die EHF Champions League. Weiteres brach er sich in der Saison 2013/14 erneut die Nase und stand damit der Mannschaft, die ohnehin schon mit Verletzungsproblemen zu kämpfen hatte, längere Zeit nicht zur Verfügung. Im Grunddurchgang der Saison 2014/15 wurde er vermehrt in der zweiten Mannschaft der Wiener eingesetzt, welche an der Handball Bundesliga Austria teilnimmt, danach lief er wieder ausschließlich in der ersten Liga auf. 2015 beendete Fuger seine Karriere.

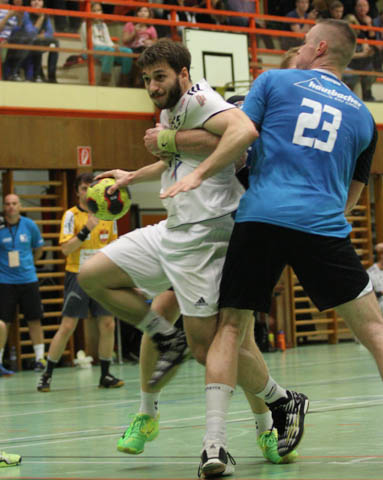
Martin Fuger beim HLA-Challenge-Spiel gegen den UHC Gänserndorf (2014)

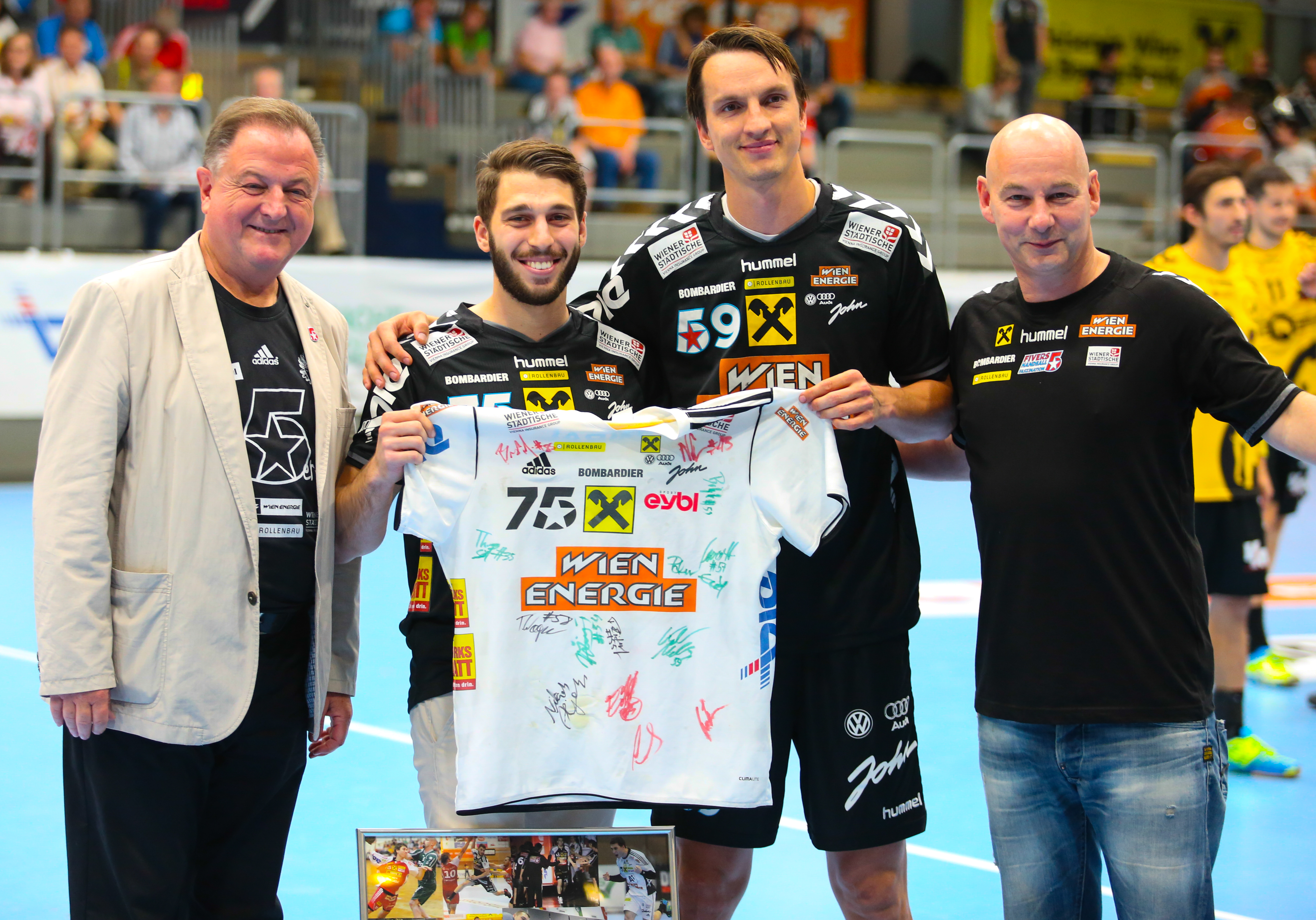
Martin Fuger bei seiner Verabschiedung (2015)

## Saisonbilanzen

### HLA
| Saison    | Verein                         | Spielklasse | Tore | 7-Meter        | Feldtore |
| --------- | ------------------------------ | ----------- | ---- | -------------- | -------- |
| 2008/09   | Handballclub Fivers Margareten | HLA         | 11   | 0              | 11       |
| 2009/10   | Handballclub Fivers Margareten | HLA         | 12   | 0              | 12       |
| 2010/11   | Handballclub Fivers Margareten | HLA         | 16   | 1/1            | 15       |
| 2011/12   | Handballclub Fivers Margareten | HLA         | 90   | 46/60          | 44       |
| 2012/13   | Handballclub Fivers Margareten | HLA         | 97   | 50/78          | 47       |
| 2013/14   | Handballclub Fivers Margareten | HLA         | 68   | 24/35          | 44       |
| 2014/15   | Handballclub Fivers Margareten | HLA         | 43   | 7/9            | 36       |
| 2008–2015 | gesamt                         | HLA         | 337  | 128/183 (70 %) | 209      |

### HBA
| Saison    | Verein                         | Spielklasse | Tore | 7-Meter      | Feldtore |
| --------- | ------------------------------ | ----------- | ---- | ------------ | -------- |
| 2014/15   | Handballclub Fivers Margareten | HBA         | 55   | 13/18        | 42       |
| 2014–2015 | gesamt                         | HBA         | 55   | 13/18 (72 %) | 42       |

## Erfolge
- Österreichischer Meister 2010/11
- Österreichischer Pokalsieger 2008/09, 2011/12, 2012/13 2014/15